# Novoguriski
Novoguriski (del ruso: Новогурийский) es un jútor del raión de Beloréchensk del krai de Krasnodar, en Rusia. Se sitúa en la orilla izquierda del río Pshish, afluente del río Kubán, 17 km al oeste de Beloréchensk y 58 km al sureste de Krasnodar, la capital del krai. Tenía 66 habitantes en 2011.
Pertenece al municipio Bzhedújovskoye.